# Jon Montgomery
Jonathan Riley "Jon" Montgomery (Russell, Manitoba, 6 de maio de 1979) é um piloto de skeleton canadense. Ele conquistou uma medalha de ouro olímpica em 2010.